# Kalandraka
Kalandraka es una editorial española especializada en la edición de libros infantiles. Fue fundada en 1998 por un grupo de personas ligadas al mundo de la enseñanza y de la literatura infantil en sus vertientes de animadores, autores o divulgadores.
Comenzó publicando libros en gallego, abriéndose poco después de su fundación al mercado en castellano, vasco, catalán, portugués, inglés e italiano. Fue la primera editorial gallega que comenzó a editar con un cierto sistematismo en lenguas diferentes al gallego y el castellano.
Kalandraka tiene libros infantiles muy populares como Orejas de mariposa.A que sabe la luna, La cebra camila